# Shad Abad
Shah Abad est un quartier du sud-ouest de la capitale iranienne, Téhéran.